# 也门民主人民共和国
葉門民主人民共和國（阿拉伯语：جمهورية اليَمَنْ الديمُقراطية الشَعْبِيّة），简称民主葉門或南葉門，位于現在葉門共和國的南部，曾是中東地區唯一的社會主義國家。
也門民主人民共和国位於阿拉伯半島西南部，南濱亞丁灣和阿拉伯海。西、北、東分別同原北葉門、沙烏地阿拉伯、阿曼接壤，首都亞丁。
南葉門的國民絕大部份是阿拉伯人，另有少数印度人、索马里人，均信奉伊斯蘭教。

## 历史
葉門原為阿拉伯帝國一部份。后被奥斯曼帝国占据。
1839年英國侵佔亞丁，成为隶属于英属印度的亚丁殖民地。1869年随着苏伊士运河开通，英国把南也门地区的各土邦组织为亚丁保护国。
1959年英國把亞丁保护国改为南阿拉伯酋长国联邦。1962年4月4日，为了对抗亲埃及的也门穆塔瓦基利亚王国，英国将受其保护的15个南也门的部落酋长国合并为南阿拉伯聯邦，并在1963年1月18日将亚丁殖民地也并入联邦。南阿拉伯酋长国联邦的其余4个土邦组建了南阿拉伯保护国。由于亚丁长期享受高度自治并且社会先进发达，而其他酋长国无论经济还是社会结构都无法与其相比，亚丁居民对加入联邦一事持普遍反对态度。亚丁殖民地开始了社会动荡期。 
1963年7月，南也门的民族主义者组成了一个马克思主义政治组织，即民族解放阵线。民族解放阵线从1963年10月14日起，依靠农村作为基地，与英国统治者展开了武装斗争。1963年12月10日，得到北也门支持的民族解放阵线成员向前来视察的英国高级专员肯尼迪·特尔瓦斯克斯投掷手榴弹，一名当地妇女被当场炸死，高级专员的助手重伤而死，高级专员和其他52人受伤。英国立即宣布“南阿拉伯联邦”进入紧急状态，并开始了大规模的搜捕检举行动。持续4年的“亚丁危机”由此开始。英军与民族解放阵线展开镇压与民族解放战争，英国年度军费的近一半都耗费在此。民族解放阵线得到苏联、埃及和北也门的多方支援，采取游击战术，加上1967年6月20日的亚丁殖民地的阿拉伯裔警察倒戈，最终彻底击垮了时任英国首相哈罗德·威尔逊继续殖民亚丁的信心。
1966年初，解放被占领的南也门阵线成立，这个组织与民族解放阵线相反，主要依靠西方支持的政党和工会活动。两个阵线之间随后爆发了内战.
1967年11月30日，在没有和民族解放阵线达成任何协议的情况下，最后一支英军仓促撤离亚丁。民族解放阵线随即占领亚丁，南也門人民共和國宣告成立，定都亚丁。“解放被占领的南也门阵线”的领导人逃往埃及和北也门避难。一些亲英的酋长和苏丹则逃往沙特阿拉伯。阵线执政头两年，严重的危机就笼罩着阵线内部：以阿卜杜勒·法塔赫·伊斯梅尔和萨利姆·鲁巴伊·阿里为首的亲苏派于1969年11月开除了以总统卡坦·沙比为首的中间派。逃往沙特阿拉伯和北也门的避难者也进行了多次反攻南也门，推翻当地社会主义政权的尝试，但未获成功。  
1970年11月30日，南也门人民共和国改国号為葉門民主人民共和國，鲁巴伊同时宣布暂停同北也门的统一进程。
1976年，与沙特阿拉伯结束敌对状态并建交后，南也门最高人民委员会主席团主席鲁巴伊主张与邻近的阿拉伯国家合作，打破外交孤立状态，对已在国内开始推行的社会主义日渐不热心。他的对手阿卜杜勒·法塔赫·伊斯梅尔在苏联支持下，于1978年6月24日策划北也门加什米总统被暗杀事件，嫁祸鲁巴伊。萨那政府对南也门领导人提出指控，从而使南也门执政党内部分歧公开化。同年6月26日，经过亚丁街头的短促又血腥的交战，伊斯梅尔获胜上台，鲁巴伊被捕后遇害。
1978年11月，建立在“科学社会主义”基础之上的新党，即也门社会党成立，伊斯梅尔同时任该党的总书记（最高领导人）和最高人民委员会主席团主席（国家元首）职务，建立一党专政。
1980年4月21日，苏联支持阿里·纳赛尔·穆罕默德取代不受欢迎的阿卜杜勒·法塔赫·伊斯梅尔担任党和国家最高领导人。
1983年，南也门与阿曼结束了两国间长达15年之久的敌对状态。
1986年1月13日，也门社会党政治局正在开会时，阿里·纳赛尔的追随者冲进政治局办公室，手持冲锋枪向强硬派委员扫射，当场打死最高人民委员会主席团主席安塔尔等人，伊斯梅尔也在当天的冲突中中弹身亡，南也门内战爆发。
同年1月24日，内战结束，强硬派取得斗争的胜利。阿里·纳赛尔逃亡北也门，阿里·萨利姆·比德接任也门社会党总书记，海达尔·阿布·巴克尔·阿塔斯接任最高人民委员会主席团主席。
1990年5月22日，和北也门协商之后，也门统一，宣布成立也门共和国。但也门南部仍由也门社会党实际控制。

### 也门民主共和国
1994年，也门北南两方领导人在促进国家统一等问题上矛盾激化；5月21日，正值南北也门统一四周年前夕，也门南方领导人比德通过亚丁电台、电视台发表《告人民书》，宣布南方脱离也门共和国，成立“也门民主共和国”，这意味着南北也门统一局面遇到挑戰，国家再次出现分裂，内战随即爆发。同年7月，内战结束，也门社会党领导的南方军队失败，也门社会党主要领导人逃亡国外，北也门吞并南也门，也门恢复统一。

### 后续
社会主义時期受現代化教育的南葉門人仍瞧不起北葉門的古代部落文化，南葉門亞丁港許多人稱北葉門為野蠻人。
2010年，南北也门紛爭仍然持續，南方感到来自北方的不公待遇，衍生出爭取南方恢復獨立的「南也門運動」。
2011年11月23日，也门总统萨利赫签署协议让出总统权力，南也门逊尼派军官出身的阿卜杜拉布·曼苏尔·哈迪代理总统职权直至选出新总统为止。2012年2月下旬举行的大选中，哈迪作为唯一候选人，正式当选为也门总统，同月27日就职。
2014年9月，什叶派胡塞武装组织在伊朗支持下发动叛乱，夺取了也门首都萨那的控制权。2015年2月21日，哈迪逃离首都萨那，前往原南也门的首都亚丁，海湾阿拉伯国家合作委员会成员国纷纷将使馆迁至亚丁，以表示对哈迪的支持。
2017年5月，南也门运动停止“恢复南也门独立”的诉求，其武装并入也门政府军，联合哈迪政府抵抗胡塞组织向也门南部扩张势力、建立什叶派主导的政权的企图。

## 最高领导人
| #                                        | 肖像 | 姓名                     | 就任日期       | 卸任日期      |
| ---------------------------------------- | ---- | ------------------------ | -------------- | ------------- |
| 也门社会党中央委员会总书记               |      |                          |                |               |
| 1                                        |      | 阿卜杜勒·法塔赫·伊斯梅尔 | 1978年12月21日 | 1980年4月21日 |
| 2                                        |      | 阿里·纳赛尔              | 1980年4月21日  | 1986年1月24日 |
| 3                                        |      | 阿里·萨利姆·比德         | 1986年2月6日   | 1990年5月22日 |
| 也门统一（1990年5月22日－1994年5月21日） |      |                          |                |               |
| 也门社会党中央委员会总书记               |      |                          |                |               |
| 3                                        |      | 阿里·萨利姆·比德         | 1994年5月21日  | 1994年7月7日  |

## 外交
南也门多同阿拉伯国家和社会主义阵营国家建交。
1967年12月，南也门曾同美国建交，1969年5月中止。
南也门同苏联、中华人民共和国（至1978年）、北朝鲜和东德关系最为密切。1976年11月，南也门与苏联签署了20年友好互助条约。 1981年8月19日，阿里·纳赛尔与利比亚领导人卡扎菲、埃塞俄比亚军政府主席门格斯图签订了政治、经济、军事互助条约。